# Kompetencja językowa
Kompetencja językowa (ang. linguistic competence) – pojęcie z zakresu gramatyki generatywnej, oznaczające znajomość systemu języka (elementów i zasad) przez jego użytkowników. Jest to znajomość nieuświadamiana, która pozwala na budowanie zdań, których użytkownicy języka nigdy wcześniej nie słyszeli, parafrazować zasłyszane zdania, a także oceniać wypowiedzi pod kątem gramatyczności. Posiadanie kompetencji językowej powiązane jest z procesem internalizacji gramatyki. Kompetencja językowa charakteryzuje każdego dorosłego użytkownika języka. 
Pojęcie kompetencji językowej opracował Noam Chomsky i ogłosił w roku 1962 na sesji językoznawców. Chomsky przedstawił uniwersalny model idealnego mówcy i słuchacza oraz założył istnienie idealnej kompetencji językowej. Przyjął, że składa się ona z następujących części: syntaktycznej (składnik bazowy i transformacyjny), semantycznej, czyli interpretacji wypowiedzi oraz fonologicznej – odpowiedniego układu dźwięków. Model ten nie był zależny od kontekstu kulturowego. Odróżnił kompetencję językową od performancji (wykonania), czyli rzeczywistego posługiwania się językiem. Wykonanie mogłoby jedynie być odzwierciedleniem kompetencji, gdyż w procesie komunikacji kompetencja jest tylko jednym z elementów składowych. W dalszych pracach Chomsky skupił się na opisywaniu kompetencji w kategoriach struktur mentalnych. 